# セーラ (タレント)
セーラ（1996年9月3日 - ）は日本のタレント、ファッションモデル。
神奈川県横浜市出身。サンミュージックプロダクション所属。

## 略歴
2008年、サンミュージックアカデミーオーディション24期生として合格し、同年9月にデビューする。
2011年1月号から2013年4月号まで『ピチレモン』（学研パブリッシング）の専属モデルを務めた。

## 出演

### テレビ
- Beポンキッキ（BSフジ）
- Rの法則（NHK教育）
- いい伊豆みつけた (2016年10月、伊豆急ケーブルネットワーク) - レポーター[3]

### ネット配信
- AKBホラーナイト アドレナリンの夜 第18話「高額当選」（2015年12月3日、ビデオパス・テレ朝動画）

### 舞台
- トゥルークリスマス（2009年・2010年、Zero Project）ミサ役

### イベント
- 原宿スタイルコレクション（2010年、有明コロシアム）

### CM
- 感動大陸ユトリシア(2008年）イメージキャラクター

### 雑誌連載
- ピチレモン（2011年1月号 - 2013年4月号、学研パブリッシング）専属モデル